# Jawbreaker (videogioco 2003)
Jawbreaker è un videogioco rompicapo per Pocket PC incorporato nel sistema operativo per PDA Microsoft Windows Mobile 2003. Il sistema operativo con il gioco incorporato è uscito ufficialmente il 17 aprile 2003. Il gioco è stato sviluppato da Oopdreams Software, Inc. Jawbreaker è presente nella lista ufficiale delle applicazioni chiave incluse nella famiglia di software Windows Mobile in un documento edito da Microsoft. Una versione non incorporata del gioco è resa disponibile dallo sviluppatore stesso con il nome di Bubblets in versione shareware.

## Modalità di gioco
Lo schermo di gioco consiste in una schermata di pedine diversamente colorate disposte in una matrice. Ci sono cinque diversi colori: rosso, blu, verde, giallo e viola. Il giocatore clicca su un qualsiasi gruppo di almeno due pedine dello stesso colore per eliminarle dalla matrice, guadagnando un determinato punteggio. Più pedine vengono eliminate in una sola mossa, più elevato è il punteggio. Il punteggio viene calcolato con la formula "Y=X²-X". X rappresenta il numero di pedine nello stesso gruppo, Y è il punteggio risultante. Ad esempio: l'eliminazione di 16 pedine genera 240 punti (240=16²-16).
In modalità standard, il gioco termina quando non ci sono più mosse possibili, e cioè quando non ci sono più pedine adiacenti dello stesso colore. A questo punto compare la schermata dei punteggi, nel quale è possibile consultare alcune statistiche di gioco oppure iniziare una nuova partita.

### Breaker Set
L'opzione Breaker Set consente al giocatore di scegliere tra Colorful Breakers e Greyscale Breakers. La prima opzione è quella preselezionata e imposta i colori delle pedine ai cinque colori standard. Scegliendo la seconda la tavolozza di colori viene modificata e in luogo delle pedine colorate appaiono pedine decorate con motivi in scala di grigi permettendo ai giocatori con uno schermo monocromatico di giocare comunque.

### Stili di gioco
Il giocatore ha a disposizione quattro stili di gioco tra cui scegliere:  Standard, che è descritto sopra. Gli altri stili di gioco sono Continuous, Shifter e MegaShift.
- Continuous è uno degli stili di gioco disponibili in Jawbreaker. Questa particolare modalità è simile a quella standard, ma con una differenza sostanziale. Ogni volta che il giocatore elimina una intera colonna di pedine, una nuova arriva dal lato sinistro dello schermo di gioco. La colonna che sta per essere introdotta viene mostrata in una piccola area sotto la matrice principale. Come succede nella modalità standard, il gioco finisce quando il giocatore esaurisce le possibili mosse.
- MegaShift è un altro degli stili di gioco disponibili in Jawbreaker. La differenza principale in questa modalità è l'aggiunta di una nuova colonna di pedine ogni volta che il giocatore riesce ad eliminare una colonna di pedine dal tavolo di gioco. Le pedine di muoveranno sempre verso destra, se avranno spazio per farlo. La colonna di pedine che sta per essere introdotta è visibile in una piccola area sotto la matrice principale. Come nelle altre modalità di gioco, la partita termina quando non ci sono più mosse disponibili.
- Shifter è uno degli stili di gioco disponibili in Jawbreaker. Questa modalità di gioco è simile alla modalità MegaShift per il fatto che le pedine tendono a gravitare verso la parte destra del tavolo di gioco. A differenza di quanto accade nella modalità MegaShift, il tavolo di gioco è formato da un numero finito di pedine e non arrivano altre colonne a sostituire quelle che il giocatore elimina dalla matrice.

## Storia
Quella in Windows Mobile 2003 è stata la prima inclusione di Jawbreaker in un sistema operativo. I sistemi operativi per Pocket PC prima di Windows Mobile 2003, fino a Pocket PC 2002 non contenevano il gioco. Da allora è stato fornito in bundle con i sistemi operativi Windows Mobile, inclusi Windows Mobile 2003 SE (seconda edizione) e Windows Mobile 5.0.